# Національний парк Ліс Нюнгве
Національний  парк Ліс Нюнгве ( [njʊŋɡweɪ] ) розташований на південному заході Руанди, на кордоні з Бурунді, де він межує з Національним парком Кібіра. Дощовий ліс Нюнгве, ймовірно, найкраще збережений гірський дощовий ліс в Африці. Він розташований на вододілі між басейном річки Конго на заході та басейном річки Ніл на сході. Зі східної сторони лісу Нюнгве виходить також один із витоків Нілу.
Національний парк Ліс Нюнгве був заснований у 2004 році і займає площу приблизно 1,019 км² тропічних лісів, заростей бамбука, луків та боліт. Найближче місто Камембе  знаходиться 54 км на захід. В межах парку знаходиться Гора Бігугу (2,921 м). У жовтні 2020 року Рада з розвитку Руанди підписала угоду з African Parks, щодо управління парком на 20 років. У вересні 2023 року ліс Нюнгве було включено до списку Всесвітньої спадщини ЮНЕСКО.

## Дика природа

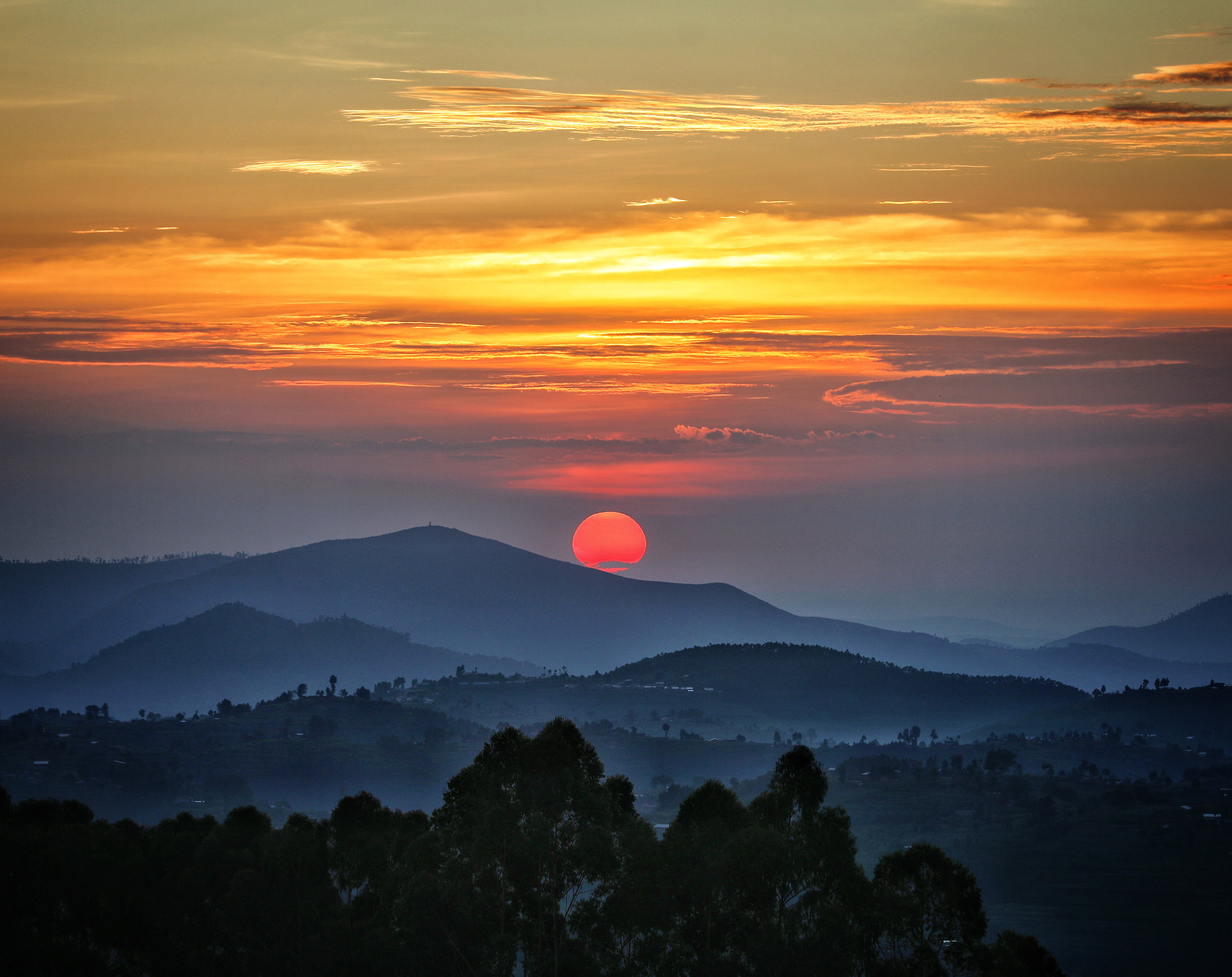
Схід сонця в Ньюнгве

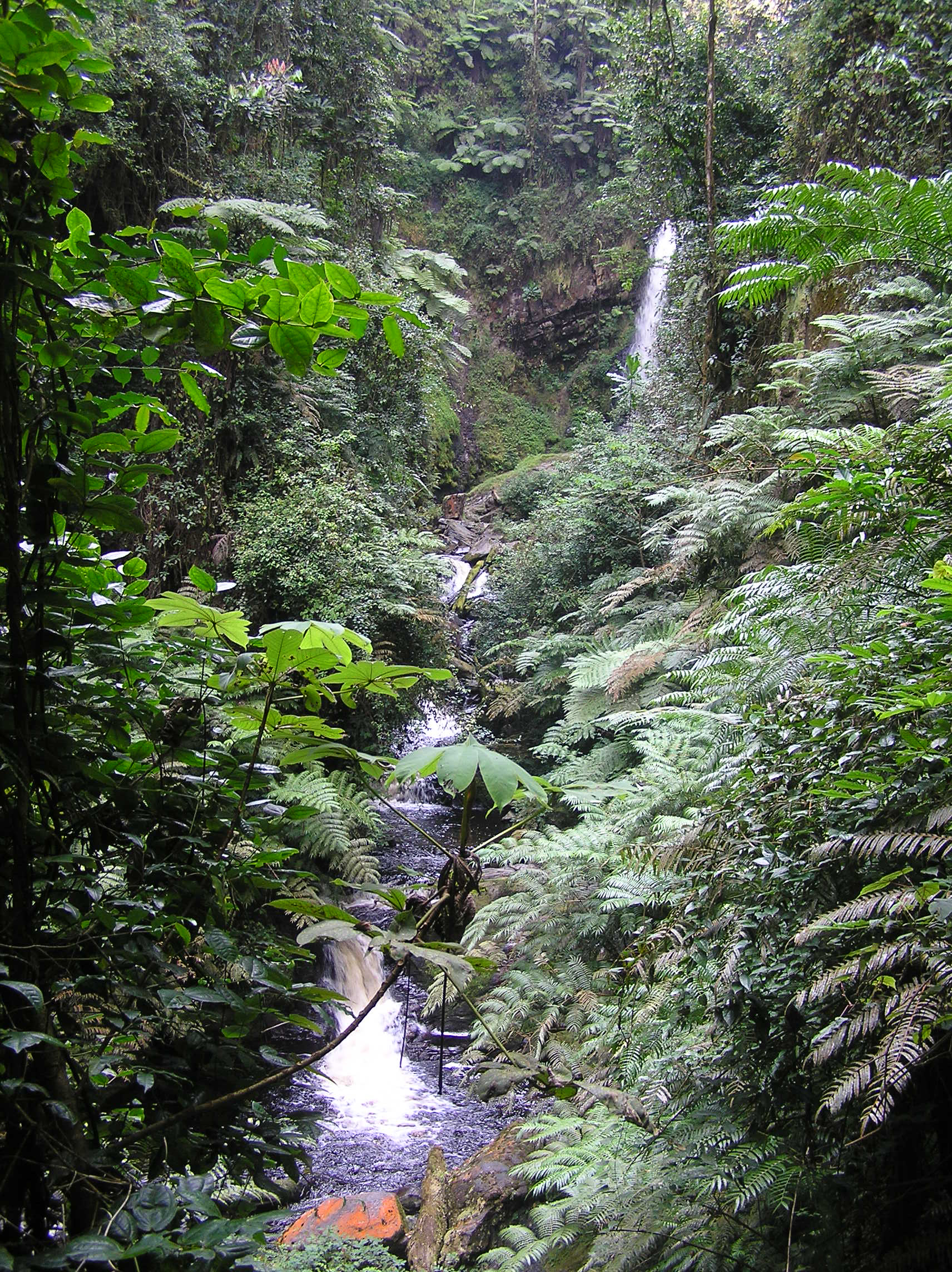
Річка в парку Ньюнгве, Руанда

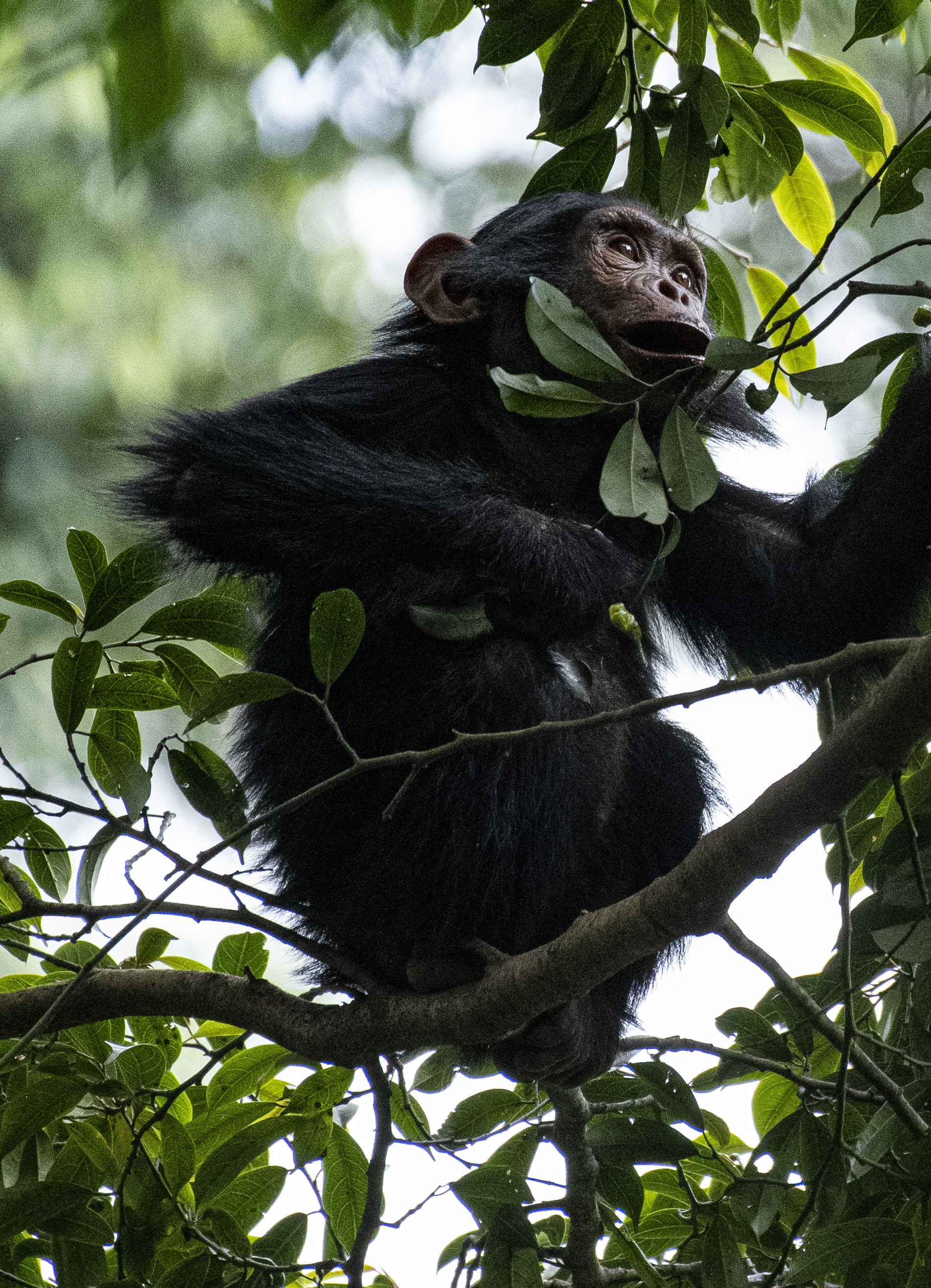
Молодий шимпанзе в національному парку Nyungwe Forest, Руанда

Ліс Нюнгве має широке розмаїття видів тварин, що робить його пріоритетом для збереження. Ліс розташований у регіоні, в якому зустрічаються кілька великих біогеографічних зон, а різноманітність наземних біомів забезпечує великий діапазон мікрооселищ для багатьох різних видів рослин і тварин.
Парк є домом для 13 видів приматів, понад 300 видів птахів, включаючи 30 ендеміків Альбертинського рифту, 1068 видів рослин, 85 видів ссавців, 32 видів земноводних і 38 видів рептилій. Багато з цих тварин є видами з обмеженим ареалом, які зустрічаються лише в екорегіоні гірських лісів Альбертинського рифту в Африці. Фактично, кількість ендемічних видів, знайдених тут, більша, ніж у будь-якому іншому дослідженому лісі Альбертинських рифтових гір. Ліс, який досягає максимальної висоти 3 000 м над рівнем моря, представляє особливий інтерес через наявність колоній шимпанзе ( Pan troglodytes ) і ангольського колобуса ( Colobus angolensis ), останні нині вимерли в Анголі через інтенсивне полювання.

### Види приматів, які зустрічаються в лісі Нюнгве:
- Звичайний шимпанзе ( пантроглодити );
- Ангольський колобус ( Colobus angolensis ruwenzori );
- Мавпа Л'Еста ( Cercopithecus l'hoesti );
- Срібна мавпа ( Cercopithecus doggetti );
- Золота мавпа ( Cercopithecus kandti );
- Мавпа Гамліна ( Cercopithecus hamlyni );
- Червонохвоста мавпа ( Cercopithecus ascanius );
- Мона мавпа Дента ( Cercopithecus denti );
- Верветка ( Chlorocebus pygerythrus );
- Оливковий бабуїн ( Papio anubis );
- Сірощокий мангабей ( Lophocebus albigena ).

## Історія

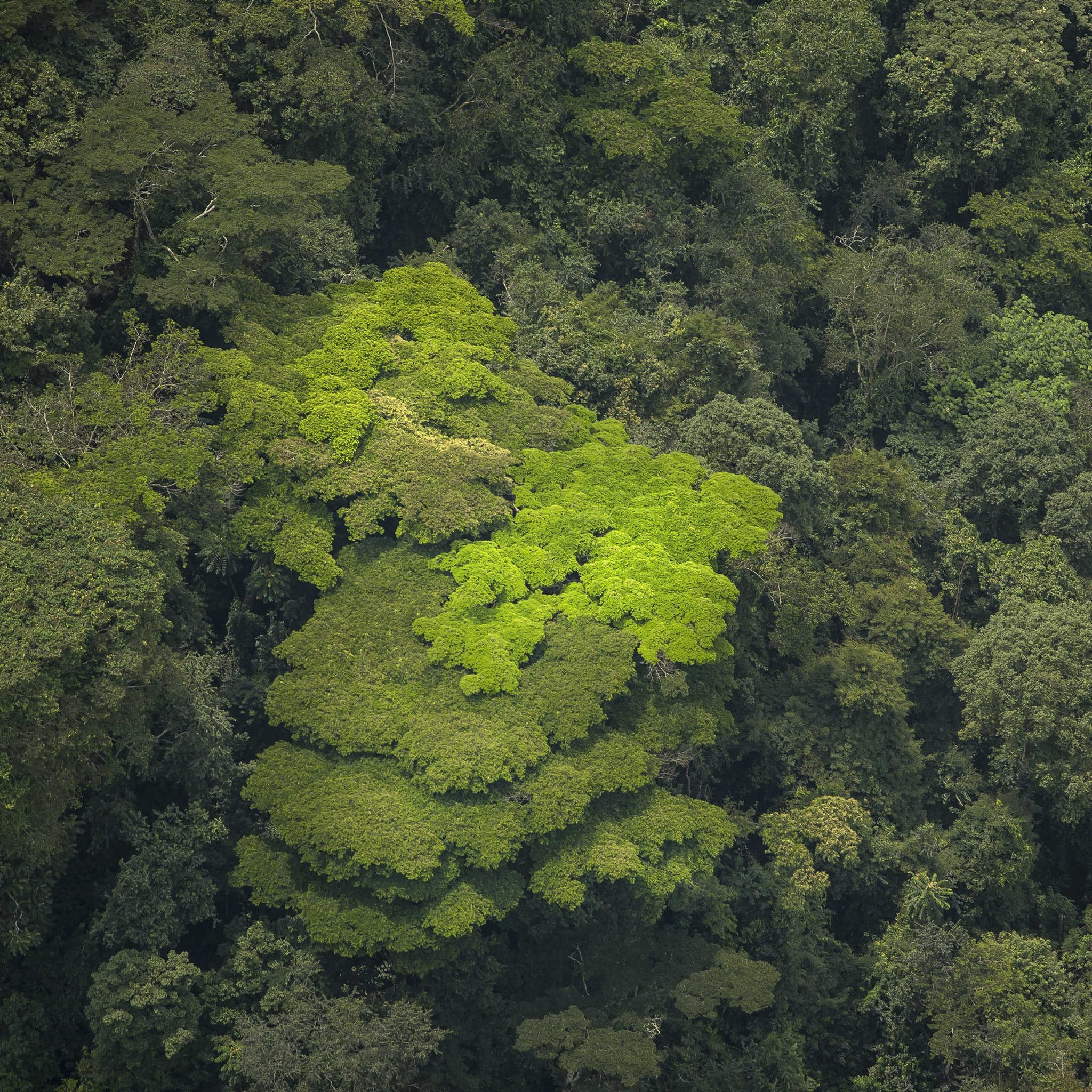
Пташиний вид на ліс

Лісовий заповідник Нюнгве був заснований у 1933 році бельгійським колоніальним урядом. У 1920-х роках колоніальний уряд був стурбований прискоренням перетворення лісів на пасовища. Закони, які регулюють лісові резерви Руанди, забороняли вирубку лісів для сільського господарства, але зберігали права громади рубати та збирати дрова, а також дозволяли комерційну експлуатацію цінної деревини твердих порід. Охорона була слабкою, і місцеве населення продовжувало використовувати ліс для полювання, збору меду, лісозаготівлі, ведення натурального господарства та видобутку золота. 

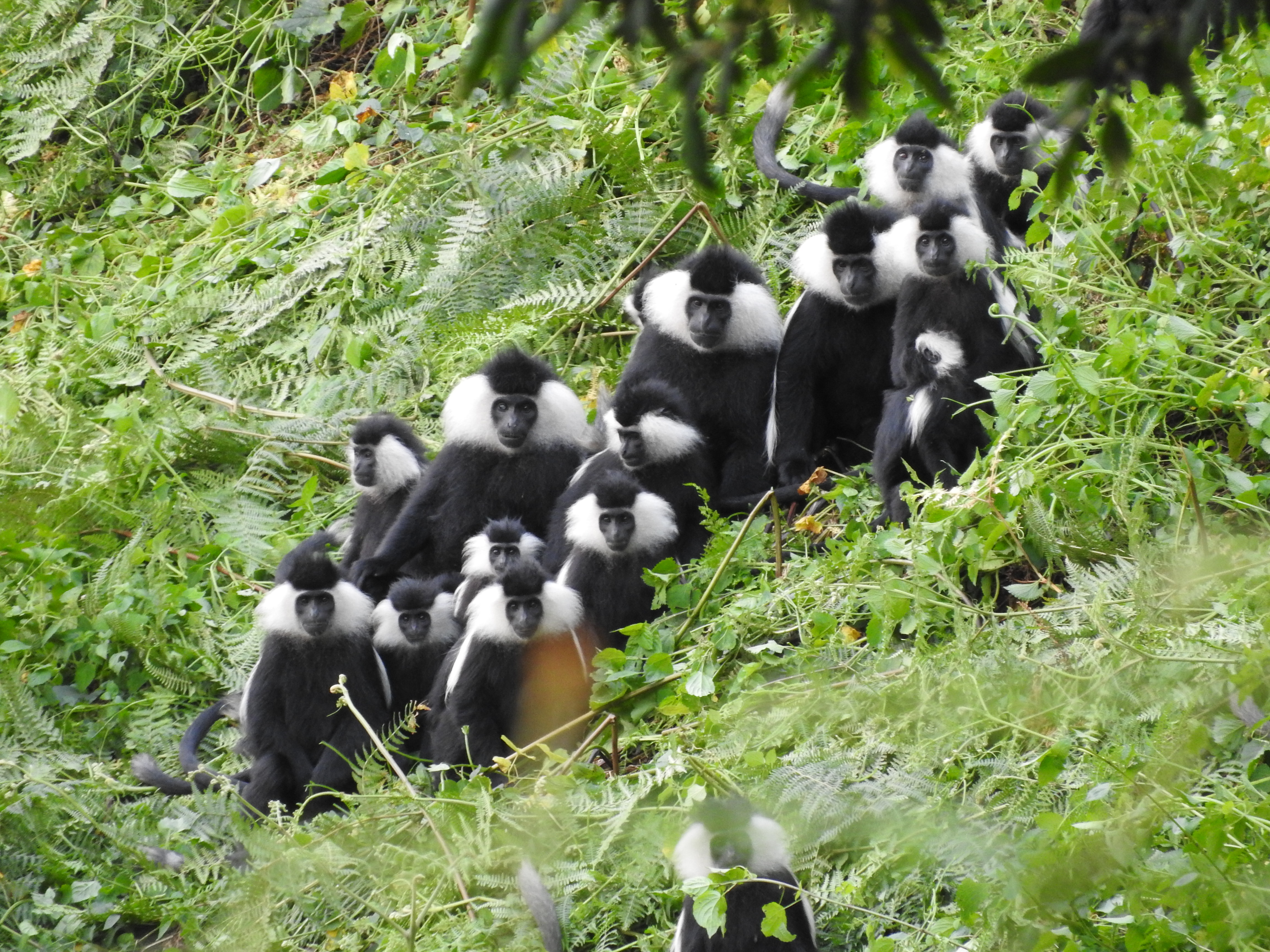
Ангольські колобуси

У 1962 році Руанда стала незалежною, а ліси країни перебували у віданні Міністерства сільського господарства. З 1958 по 1973 рік ліс Нюнгве скоротився більш ніж на 150 км² через пожежі, вирубку лісу, полювання на тварин і дрібне сільське господарство. У цей час сусідні ліси Гішваті та Вірунга були вирубані наполовину. У 1969 році у Нюнгве все ще жили сотні слонів. У 1974 році в Нюнгве мисливці вбили останнього буйвола. У 1984 році Ньюнгве було розділено на райони, які дозволяють вести стале використання та заготівлю деревини. Уряд Руанди розробив план буферної зони, яку можна побачити й сьогодні. У 1984 році дослідження біорізноманіття, проведені Товариством охорони дикої природи (WCS) разом із RDB, задокументували колобусів у групах до 400 особин — нечуване явище. У 1987 році в Увінці розпочато розвиток системи екологічних стежок. У 1994 році війна та геноцид спустошили країну та знищили багато дослідницьких і туристичних об’єктів в Увінці. Більшість старшого персоналу були змушені втекти, але багато молодших співробітників Ньюнгве залишилися, щоб захищати парк. Парк почали відбудовувати в 1995 році, але безпека і стабільність все ще були невизначеними. У 1999 році браконьєри вбили останнього слона в Ньюнгве.

## Дохід і економічний вплив
Під управлінням Африканських парків зусилля зосереджені на залученні інвестицій і просуванні сталого туризму. Внутрішні відвідувачі складають приблизно 45–50% туристів. Доходи підтримують програми збереження, розвиток інфраструктури та створення робочих місць із довгостроковою стратегією, спрямованою на збалансування економічних вигод із захистом навколишнього середовища.